# Michael Peskin
Pour les articles homonymes, voir Peskin.
Michael Edward Peskin, né le 27 octobre 1951 à Philadelphie, est un physicien théorique américain.

## Biographie
Étudiant de premier cycle à l'Université de Harvard, il obtient son Ph. D. en 1978 à l'Université de Cornell sous la direction de Kenneth Wilson. Il est un Junior Fellow à la Harvard Society of Fellows de 1977 à 1980.
Il est actuellement professeur dans le groupe théorie au SLAC National Accelerator Laboratory. Peskin a été élu à l'Académie Américaine des Arts et des Sciences en 2000.
Peskin est connu pour un manuel largement utilisé dans la théorie quantique des champs, écrit avec Daniel Schroeder et publié en 1995, ainsi que pour le paramètre Peskin-Takeuchi. Il est l'auteur de nombreux articles de revues populaires. Il est un ardent défenseur de la construction d'un futur collisionneur linéaire.

## Publication
- Michael E. Peskin et Daniel V. Schroeder, An Introduction to Quantum Field Theory (Introduction à la théorie des champs quantiques), Addison-Wesley, Reading, 1995. 2nd edition, pbk, Westview Press (en), 2015[1]